# Ceratothoa
Ceratothoa es un género de crustáceo isópodo marino de la familia Cymothoidae.

## Especies
Las especies de este género son:
- Ceratothoa angulata
- Ceratothoa argus
- Ceratothoa atherinae
- Ceratothoa banksii
- Ceratothoa capri
- Ceratothoa carinata
- Ceratothoa collaris
- Ceratothoa contracta
- Ceratothoa curvicauda
- Ceratothoa gaudichaudii
- Ceratothoa gilberti
- Ceratothoa gobii
- Ceratothoa guttata
- Ceratothoa hemirhamphi
- Ceratothoa huttoni
- Ceratothoa imbricata
- Ceratothoa italica
- Ceratothoa marisrubri
- Ceratothoa novae-zelandiae
- Ceratothoa oestroides
- Ceratothoa oxyrrhynchaena
- Ceratothoa parallela
- Ceratothoa parva
- Ceratothoa potassoniensis
- Ceratothoa retusa
- Ceratothoa steindachneri
- Ceratothoa transversa
- Ceratothoa trigonocephala
- Ceratothoa trilles
- Ceratothoa usacarangis
- Ceratothoa verrucosa